# IJslandse Wikipedia
De IJslandse Wikipedia (IJslands: Wikipedia á íslensku) is een uitgave in de IJslandse taal van de online encyclopedie Wikipedia. De IJslandse Wikipedia ging op 5 december 2003 van start. In september 2023 waren er circa 57.000 artikelen.